# Al-Kamil Mohamed
Al-Malik Mohamed (arabsko الملك الكامل نصیرالدین محمد,  al-Malik al-Kāmil Naṣīr ad-Dīn Muḥammad) je bil sin emirja al-Muzaffarja Gazija in zadnji emir Mayyafariqina, * ni znano, † 7. april 1260, Mayyafariqin. 
Vladal je od leta 1247 do 1260. Znan je bil tudi kot Al-Kamil Mohemed II., da bi se razlikoval od njegovega strica Al-Kamila Mohameda I., sultana Egipta.
Al-Kamil je nasledil prestol v času, ko so ajubidski emirat Mayyafariqin s treh strani nevarno ogrožali Mongoli. Na severu ga je ogrožala Batu Kanova Zlata horda, ki se je širila skozi Kavkaz in bi lahko udarila proti jugu. Na jugu in vzhodu je grozil Hulegu Kan, da bo preplavil Irak in od tam nadaljeval pohod  proti severu. Al-Kamil je bil zato velik del svoje vladavine zaposlen z diplomatskimi prizadevanji za ohranitev svoje samostojnosti. K Mongolom je poslal več delegacij, da bi se pogajale o miru.
Leta 1252 (650 po hidžri) se je Baju Kan, guverner Azerbajdžana in Armenije v imenu Zlate horde, nenadoma pojavil pred Mayafariqinom in zahteval njegovo predajo. Al Kamil Mohamed je s svojo družino uspel pobegniti iz mesta na varno v Hasankeyfu. Od tam je poslal svojega brata Al-Ašraf Muso k Batu kanu s prošnjo za avtonomijo Mayyafariqina. Batu Kan se je strinjal, da bo zadržal invazijo na Mayyafariqin, če bo Al-Kamil Mohamed šel osebno k velikemu kanu Möngkeju v Karakorum, da mu izrazil svojo predanost. Al-Kamil se je strinjal in se februarja 1253 (650 po hidžri) odpravil na pot z bogatimi darili. Ko je prispel v Karakorum, je tam našel številne druge emirje, ki so se prišli poklonit velikemu kanu in izrazit pokornost.
Mongoli niso imeli namena dovoliti, da bi te domene ostale celo nominalno neodvisne. Ker je njihova strategija dajala prednost osvojitvi Bagdada, je  Mayyafariqin dobil nekaj let oddiha. Na koncu so bila vsa Al-Kamilova prizadevanja zaman. Mongolske vojske so se nekaj let kasneje vrnile in oblegale mesto. Zagrizen odpor oblegancev je trajal dve leti. Ko je Mayyafariqin 7. aprila 1260 padel v roke Mongolov, je bil Al-Kamil usmrčen. Od preostalih ajubidskih držav v Siriji je bil brutalno osvojen Alep, medtem ko so se Homs, Hama in Damask mirno predali Mongolom.